# Paula Brivkalne
Paula Brivkalne (* 22. Februar 1907 in Valdemarpils; † 15. Mai 1990 in Celle) war eine lettische Opernsängerin der Stimmlage Sopran, die den größten Teil ihrer Laufbahn in Deutschland absolvierte.

## Leben und Werk
Paula Brivkalne wurde in Riga ausgebildet und debütierte 1934 an der Lettischen Nationaloper von Riga. Laut Kutsch/Riemens hatte sie dort bereits eine bedeutende Karriere und galt als führende Sängerin ihrer Generation in Lettland. Nach dem Zweiten Weltkrieg kam sie nach Deutschland. 1947 wurde sie an das Oldenburgische Staatstheater verpflichtet, wo sie insbesondere als Wagner-Sängerin tätig war. 1951 gastierte sie bei den Bayreuther Festspielen als Freia in Das Rheingold und als Blumenmädchen in Parsifal, 1952 ebendort als Ortlinde in Die Walküre und wiederum als Blumenmädchen. 
1953 wechselte sie von Oldenburg an das Opernhaus in Essen, 1957 kam sie an das Württembergische Staatstheater Stuttgart. Während ihr in Bayreuth nur kleine Rollen anvertraut wurden, war sie Oldenburg und Essen in den Titelpartien von Aida, Carmen und Tosca zu hören. 1954 gastierte sie an den Staatsopern von München und Wien in der Titelrolle der Salome. 1956 war sie in Dublin als Sieglinde in Die Walküre zu sehen und zu hören und 1958 als Gutrune in Götterdämmerung an der Grand Opéra von Paris. In Stuttgart sang sie 1957 unter der musikalischen Leitung von Lovro von Matačić die Irene in Wagners Rienzi. Zu ihrem Repertoire zählten auch die Venus im Tannhäuser oder die Marina im Boris Godunow.
Man konnte sie aber auch in Werken zeitgenössischer Komponisten sehen – beispielsweise 1954 in Essen in der Uraufführung der Oper Die Brücke von San Louis Rey von Hermann Reutter, 1957 in Stuttgart als Prothoe in der Penthesilea-Vertonung von Othmar Schoeck, 1962 in Wien als Schwiegermutter Leonardos in Bluthochzeit von Wolfgang Fortner oder in der Titelrolle der Antigonae von Carl Orff. 1972 zog sie sich von der Bühne zurück.
Sie war mit dem Schauspieler Heinz Hanke verheiratet.

## Tondokumente
- Freia in einer Rheingold-Gesamtaufnahme, Dirigent: Herbert von Karajan, Decca (Bayreuth, 1951)
- Ortlinde in einer Walküre-Gesamtaufnahme, Dirigent: Joseph Keilberth, Decca (Bayreuth, 1952)
- Blumenmädchen in einer Parsifal-Gesamtaufnahme, Dirigent: Hans Knappertsbusch, PACO 190 (Bayreuth, 1951)
- Irene in einer Rienzi-Gesamtaufnahme, Dirigent: Lovro von Matačić, Living Stage 2002
- Lieder der lettischen Komponisten Jānis Mediņš und Jāzeps Vītols, Plattenreihe Latvian Music (USA)
- 11 Latvian Songs For Children / 6 Latvian Folk Songs, Plattenreihe Latvian Music (USA)